# 서광주우체국
서광주우체국(西光州郵遞局)은 과학기술정보통신부 우정사업본부 전남지방우정청 소속의 우편물 취급기관이다. 광주광역시 서구 월드컵4강로 109(화정4동 896-2)에 있다.

## 연혁
- 1993년 4월 1일: 서광주우체국 개국
- 1995년 6월 1일: 광산구 일부가 서구, 남구로의 편입에 따른 관할권 이관(지석동, 세하동)
- 1997년 10월 1일: 현업관서 편제 개편으로 3과 -> 4과 1실로 변경
- 1997년 11월 3일: 관내 광주월산5동우체국 개국
- 1998년 5월 7일: 관내 광주금호동우체국 개국
- 1998년 12월 21일: 관내 광주치평동우체국 개국
- 1999년 12월 1일: 관내 광주풍암동우체국 개국
- 1999년 12월 1일: 현업관서 사무분장 세칙개정으로 4과 1실 -> 3과 1실
- 2000년 10월 25일 : 광주마륵우편취급소를 서구 마륵동 487-13에서 마륵동 162-26으로 이전[1]
- 2000년 12월 1일: 관내 광주유촌동우체국 및 광주풍암마재우체국 개국
- 2001년 5월 9일: 과 명칭변경(관리과->지원과)
- 2001년 7월 2일: 광주양림동우편취급소 개국[2]
- 2002년 12월 30일: 이륜차주차장 증축공사
- 2003년 12월 15일: 관내 광주무진로우체국 개국
- 2004년 7월 22일: 5층 증축공사
- 2007년 8월 27일: 광주염주아파트 우편취급국 이전(서구 화정동 856-18 -> 화정동 834-7)
- 2008년 10월 31일: 광주양1동우편취급국 폐국
- 2009년 7월 11일: 광주마륵우편취급국 이전(서구 마륵동 162-26 -> 마륵동 165-27)
- 2010년 10월 1일: 집배권역 및 소속국 조정(남구지역 광주우체국으로 관할권 이관)
- 2011년 10월 1일: 광주동천동(구 동림2지구)국 편입(자치구간 행정구역 경계변경), 광주광역시 4개 자치구 경계조정으로 인해 관할 우편구역 변경[3]

| 배달구역                  | 변경 전      | 변경 후      | 비고             |
| ------------------------- | ------------ | ------------ | ---------------- |
| 북구 운암동 · 동림동 일부 | 북광주우체국 | 서광주우체국 | 서구 동천동 신설 |
| 서구 풍암동 일부          | 서광주우체국 | 광주우체국   | 남구 송하동 편입 |
| 서구 광천동 일부          | 서광주우체국 | 북광주우체국 | 북구 임동 편입   |

- 2012년 2월 20일: 광주서창동우체국 이전(서구 눌재로 418 -> 눌재로 416)

## 관할 우체국
| 우체국명                 | 사진 | 주소                                                                  | 비고                                       |
| ------------------------ | ---- | --------------------------------------------------------------------- | ------------------------------------------ |
| 광주광천동우체국         |      | 광주광역시 서구 죽봉대로111번길 3(광천동)                             |                                            |
| 광주금호동우체국         |      | 광주광역시 서구 운천로32번길 4(금호동 765-1)                          |                                            |
| 광주농성동우체국         |      | 광주광역시 서구 대남대로 481(농성동 648-3)                            |                                            |
| 광주동천동우체국         |      | 광주광역시 서구 하남대로710번길 8(동천동 647)                         |                                            |
| 광주마륵우편취급국       |      | 광주광역시 서구 상무대로 760 광주광역시도시철도공사 내(마륵동 165-27) | 2000년 10월 25일 이전 2009년 7월 11일 이전 |
| 광주매월동우편취급국     |      | 광주광역시 서구 매월2로 53(매월동) 2-1 광주산업용재유통센터 9동 117호 |                                            |
| 광주명지아파트우편취급국 |      | 광주광역시 서구 상무대로935번길 3-1(쌍촌동 964-2)                     |                                            |
| 광주무진로우체국         |      | 광주광역시 서구 계수로 41(유촌동 840-3, 전남지방우정청 1층)           | 전남지방우정청과 청사 공유                 |
| 광주상무1동우체국        |      | 광주광역시 서구 상무평화로 110(치평동 275-20)                         |                                            |
| 광주서구청우편취급국     |      | 광주광역시 서구 경열로 33                                             |                                            |
| 광주서창동우체국         |      | 광주광역시 서구 눌재로 418 (세하동)                                   |                                            |
| 광주송원우편취급국       |      | 광주광역시 서구 화운로323번길 6(광천동)                               |                                            |
| 광주양동금호우편취급국   |      | 광주광역시 서구 천변좌로 268(양동 60-37 금호생명빌딩 지하1층)         |                                            |
| 광주유촌동우체국         |      | 광주광역시 서구 상무버들로 31(유촌동 868-2)                           |                                            |
| 광주치평동우체국         |      | 광주광역시 서구 치평로 63(치평동 1168-5)                              |                                            |
| 광주풍암동우체국         |      | 광주광역시 서구 풍암1로 31(풍암동 1125-1)                             |                                            |
| 광주풍암마재우체국       |      | 광주광역시 서구 회재로 909(금호동 781-10)                             |                                            |
| 광주현대아파트우편취급국 |      | 광주광역시 서구 화운로156번길 9(화정동 781-51)                        |                                            |